# Transformada de Hartley
En matemáticas, la transformada de Hartley (HT por sus siglas en inglés) es un transformada integral estrechamente relacionada con la transformada de Fourier, pero que transforma funciones con valores reales en funciones con valores reales. Fue propuesta como una alternativa a la transformación de Fourier por Ralph Hartley en 1942, y es una de las muchas transformadas relacionadas con la de Fourier conocidas. En comparación con la transformada de Fourier, la transformación de Hartley tiene las ventajas de convertir las funciones reales en funciones reales (en lugar de requerir números complejos), además de ser su propia inversa.
La versión discreta de la transformación, transformada discreta de Hartley (TDH), fue presentada por Ronald N. Bracewell en 1983.
La transformada de Hartley bidimensional se puede calcular mediante un proceso óptico analógico similar a una óptica de Fourier, con la ventaja propuesta de que solo es necesario determinar su amplitud y signo en lugar de su fase compleja. Sin embargo, las transformaciones ópticas de Hartley no parecen haber tenido un uso generalizado.

## Definición
La transformada de Hartley de una función f(t) se define por:
{\displaystyle H(\omega )=\left\{{\mathcal {H}}f\right\}(\omega )={\frac {1}{\sqrt {2\pi }}}\int _{-\infty }^{\infty }f(t)\operatorname {cas} (\omega t)\,\mathrm {d} t,}
donde {\displaystyle \omega } puede ser en las aplicaciones una frecuencia angular y
{\displaystyle \operatorname {cas} (t)=\cos(t)+\sin(t)={\sqrt {2}}\sin(t+\pi /4)={\sqrt {2}}\cos(t-\pi /4)\,}
es el coseno y seno del núcleo de operadores diseñado por Hartley. En términos de ingeniería, esta transformación pasa una señal (función) del dominio del tiempo al dominio espectral de Hartley (dominio de frecuencia).

### Transformada inversa
La transformada de Hartley tiene la útil propiedad de ser su propia inversa (una involución):
{\displaystyle f=\{{\mathcal {H}}\{{\mathcal {H}}f\}\}.}

### Convenciones
Los términos anteriores están de acuerdo con la definición original de Hartley, pero (al igual que con la transformación de Fourier) varios detalles menores son cuestiones de convención y se pueden cambiar sin alterar las propiedades esenciales:
- En lugar de usar la misma transformación en un sentido y su inverso, se puede eliminar {\displaystyle {1}/{\sqrt {2\pi }}} de la transformación directa y usar {\displaystyle {1}/{2\pi }} para el inverso y, o de hecho, cualquier par de normalizaciones cuyo producto sea {\displaystyle {1}/{2\pi }}. Tales normalizaciones asimétricas a veces se encuentran en contextos puramente matemáticos y de ingeniería.
- También se puede usar {\displaystyle 2\pi \nu t} en lugar de {\displaystyle \omega t}, es decir, frecuencia en lugar de frecuencia angular, en cuyo caso el coeficiente {\displaystyle {1}/{\sqrt {2\pi }}} se omite por completo.
- Se puede usar cos−sin en lugar de cos+sin como núcleo.

## Relación con la transformada de Fourier
Esta transformación difiere de la clásica transformada de Fourier
{\displaystyle F(\omega )={\mathcal {F}}\{f(t)\}(\omega )} en la elección del núcleo. En la transformada de Fourier, el núcleo es exponencial:
{\displaystyle \exp \left({-i\omega t}\right)=\cos(\omega t)-i\sin(\omega t),}
donde i es la unidad imaginaria.
Sin embargo, las dos transformadas están estrechamente relacionadas, y la transformación de Fourier (suponiendo que se use la misma convención de normalización {\displaystyle 1/{\sqrt {2\pi }}}) se puede calcular a partir de la transformación de Hartley a través de:
{\displaystyle F(\omega )={\frac {H(\omega )+H(-\omega )}{2}}-i{\frac {H(\omega )-H(-\omega )}{2}}.}
Es decir, las partes real e imaginaria de la transformada de Fourier simplemente están dadas por las partes par e impar de la transformada de Hartley, respectivamente.
Por el contrario, para las funciones de valor real f(t), la transformada de Hartley se obtiene de las partes reales e imaginarias de la transformada de Fourier:
{\displaystyle \{{\mathcal {H}}f\}=\Re \{{\mathcal {F}}f\}-\Im \{{\mathcal {F}}f\}=\Re \{{\mathcal {F}}f\cdot (1+i)\}}
donde {\displaystyle \Re } y {\displaystyle \Im } denotan las partes reales e imaginarias de la transformada compleja de Fourier.

## Propiedades
La transformación de Hartley es un aplicación lineal real, y es simétrica (y hermítica). De las propiedades simétricas y de autoinversión, se deduce que la transformada es un operador unitario (de hecho, ortogonal).
También hay un análogo del teorema de convolución para la transformada de Hartley. Si dos funciones {\displaystyle x(t)} y {\displaystyle y(t)} tienen transformada de Hartley {\displaystyle X(\omega )} y {\displaystyle Y(\omega )}, respectivamente, entonces su convolución {\displaystyle z(t)=x*y} tiene la transformada de Hartley:
{\displaystyle Z(\omega )=\{{\mathcal {H}}(x*y)\}={\sqrt {2\pi }}\left(X(\omega )\left[Y(\omega )+Y(-\omega )\right]+X(-\omega )\left[Y(\omega )-Y(-\omega )\right]\right)/2.}
Similar a la transformación de Fourier, la transformación de Hartley de una función par/impar es par/impar, respectivamente.

### Funcióncas
Las propiedades del núcleo de Hartley, donde introdujo el nombre de la función cas (de cosine and sine) en 1942, se deduce directamente de la trigonometría, y su definición hace referencia a un cambio de fase de la función trigonométrica {\displaystyle \operatorname {cas} (t)={\sqrt {2}}\sin(t+\pi /4)=\sin(t)+\cos(t)}. Por ejemplo, tiene una identidad de adición de ángulos de:
{\displaystyle 2\operatorname {cas} (a+b)=\operatorname {cas} (a)\operatorname {cas} (b)+\operatorname {cas} (-a)\operatorname {cas} (b)+\operatorname {cas} (a)\operatorname {cas} (-b)-\operatorname {cas} (-a)\operatorname {cas} (-b).\,}
Adicionalmente:
{\displaystyle \operatorname {cas} (a+b)={\cos(a)\operatorname {cas} (b)}+{\sin(a)\operatorname {cas} (-b)}=\cos(b)\operatorname {cas} (a)+\sin(b)\operatorname {cas} (-a)\,}
y su derivada viene dada por:
{\displaystyle \operatorname {cas} '(a)={\frac {\mathrm {d} }{\mathrm {d} a}}\operatorname {cas} (a)=\cos(a)-\sin(a)=\operatorname {cas} (-a).}